# Orkney
Orkney este un arhipelag de 70 insule din nord estul Scoției din care 20 sunt locuite. Din punct de vedere administrativ, insulele formează una dintre cele 32 subdiviziuni ale Scoției și fac parte din Regatul Unit al Marii Britanii și al Irlandei de Nord (UK) de asemenea. În trecut, insulele Orkney au fost proprietatea Ordinului Cavalerilor Templieri. De asemenea, în Evul Mediu, insulele au făcut parte din Regatul Norvegiei și Regatul Danemarcei până la anexarea lor de către Regatul Scoției în 1472. Mai mult, în Evul Mediu timpuriu, insulele au fost colonizate respectiv locuite de vikingi din Norvegia. Totodată, steagul acestor insule este similar celui norvegian.